# Colón (Panama)
Colón è una città del Panama, capoluogo della Provincia di Colón. Si trova sull'isola di Manzanillo, all'ingresso del Canale di Panama, nel Mare delle Antille. Nel 2016 contava 78 000 abitanti ed è un importante centro portuale e industriale del paese. Vi hanno sede stabilimenti alimentari, tessili, chimici e meccanici.
È formata da due comuni.

## Storia
La città venne fondata nel 1849, come stazione terminale della Ferrovia del Panama; fu chiamata Aspinwall, dal nome di William H. Aspinwall, uno dei progettisti della ferrovia. L'importanza della città crebbe ulteriormente quando fu aperto il Canale di Panama.